# トミー・タレンタイン
トミー・タレンタイン（Tommy Turrentine【IPA: [ˈtʌɹn̩tiːn]】、1928年4月22日アメリカ合衆国ペンシルヴァニア州ピッツバーグ – 1997年5月15日）は、アメリカ合衆国のジャズ・トランペッター。成功したサクソフォーン奏者スタンリー・タレンタインの長兄で、本名はトマス・ウォルター・タレンティーン・ジュニア（Thomas Walter Turrentine, Jr.）という。
スウィング様式からハード・バップ様式への変遷の時期に当たる、1940年代から1960年代にかけて活躍し、ベニー・カーターやアール・ボスティック、チャールズ・ミンガス、ビリー・エクスタイン、ディジー・ガレスピー、カウント・ベイシーの楽団で演奏した。1959年から1960年までは弟とも共演した。1960年代はバンドリーダーとして自身のバンドを率いて数々の著名なアーティスト（ホレス・パーラン、ジャッキー・マクリーン、ソニー・クラーク、ルー・ドナルドソン、デクスター・ゴードン、弟スタンリー）の録音に参加した。その後はジャズ界から引退した。
他の共演者はジュリアン・プリースター、マックス・ローチ等が挙げられる。

## ディスコグラフィ

### スタジオ・アルバム
- 『トミー・タレンタイン』 - Tommy Turrentine (1960年、Time) ※with スタンリー・タレンタイン、ジュリアン・プリースター、ホレス・パーラン、ボブ・ボズウェル、マックス・ローチ